# Simpang Layang
Simpang Layang is een bestuurslaag in het regentschap Bener Meriah van de provincie Atjeh, Indonesië. Simpang Layang telt 460 inwoners (volkstelling 2010).